# 韦特劳县
韦特劳县（德語：Wetteraukreis）是德国黑森州达姆施塔特行政区的一个县，得名于韦特劳地区，首府弗里德贝格。

## 地理
韦特劳县与吉森县、福格尔斯山县、美因-金齐希县、法兰克福市、上陶努斯县和兰-迪尔县相邻。